# المتحولون: آخر فارس
المتحولون: آخر فارس (بالإنجليزية: Transformers: The Last Knight)‏ هو فيلم خيال علمي أكشن أمريكي أنتج في سنة 2017، يعتبر الفيلم خامس إصدار لسلسلة أفلام المتحولون، تم إخراج الفيلم عن طريق مايكل باي وهو مخرج فيلم المتحولون: عصر الانقراض وهو من بطولة مارك والبيرغ وستانلي توتشي وإيزابيلا منير وجوش دوهامل وسانتياغو كابريرا ولاورا هادوك.

## القصة
يجد رئيس أوبتيموس كوكبه الموطن (سايبرترون) - الكوكب الميت بتلك الآونة - ويحاول جاهدًا في العثور على المسئول عن قتله؛ فيجد طريقة لإعادة الكوكب إلى الحياة مرة أخرى، وفي سبيل تحقيق هذا ينبغي له العثور على قطعة أثرية، وتوجد القطعة الأثرية على كوكب الأرض.

## طاقم التمثيل
- مارك والبيرغ بدور كيد ياغر
- ستانلي توتشي بدور جوشوا جويس
- إيزابيلا مونير بدور إيزابيلا
- جوش دوهامل بدور وليام لينو
- تيريس جيبسون بدور روبرت إيبس
- جون تورتورو بدور سيمور سيمونز
- لاورا هادوك بدور فيفيان ويمبلي
- أنتوني هوبكنز بدور السير إدموند بورتون
- لايام غاريغان بدور الملك آرثر
- بيتر كولين بدور الروبوت أوبتيموس برايم
- بامبلبي بدور الروبوت الصغير
- جون غودمان بدور هاوند
- دريفت بدور الروبوت التقني
- جون ديماغيو بدور كروسهار

## الإنتاج
أعلن المخرج الأميركي مايكل باي عن بدأ تصوير الجزء الخامس من سلسلة المتحولون في المغرب، وقد زار مؤخراً المغرب لتحديد مواقع التصوير، في كل من الرباط ومراكش، على أن يتم تصوير باقي المشاهد في شهر يونيو المقبل بالولايات المتحدة. وأشار المخرج والمنتج الأميركي إلى أن الجزء الجديد من السلسلة، والذي لم يتم الاستقرار على أسمه النهائي، سيقوم ببطولته طاقم عمل جديد تماماً، مما يعني أن بطل الأفلام السابقة الممثل الشاب شيا لابوف قد لا يكون حاضراً في الجزء الخامس من السلسلة.
وأكد باي، في حديثه لمجلة لوس أنجلوس تايمز، أن «المشاهد عليه أن يتوقع فيلم مختلف هذه المرة، لكن ليس بمعني البدء من جديد ولكن بمعني أخذ القصة نفسها في اتجاه آخر مغاير لما كان عليه في الأفلام السابقة».

## وصلات خارجية
- المتحولون: آخر فارس على موقع IMDb (الإنجليزية)
- المتحولون: آخر فارس على موقع ميتاكريتيك (الإنجليزية)
- المتحولون: آخر فارس على موقع روتن توميتوز (الإنجليزية)
- المتحولون: آخر فارس على موقع نتفليكس (الإنجليزية)
- المتحولون: آخر فارس على موقع قاعدة بيانات الأفلام العربية
- المتحولون: آخر فارس على موقع ألو سيني (الفرنسية)
- المتحولون: آخر فارس على موقع Turner Classic Movies (الإنجليزية)
- المتحولون: آخر فارس على موقع أول موفي (الإنجليزية)
- المتحولون: آخر فارس على موقع بوكس أوفيس موجو (الإنجليزية)
- المتحولون: آخر فارس على موقع فيلمافينيتي (الإسبانية)
- المتحولون: آخر فارس على قاعدة بيانات الأفلام على الإنترنيت